# Dilophotes luteus
Dilophotes luteus is een keversoort uit de familie netschildkevers (Lycidae). De wetenschappelijke naam van de soort werd in 2002 gepubliceerd door Vlastislav.